# 赫斯珀里得斯角

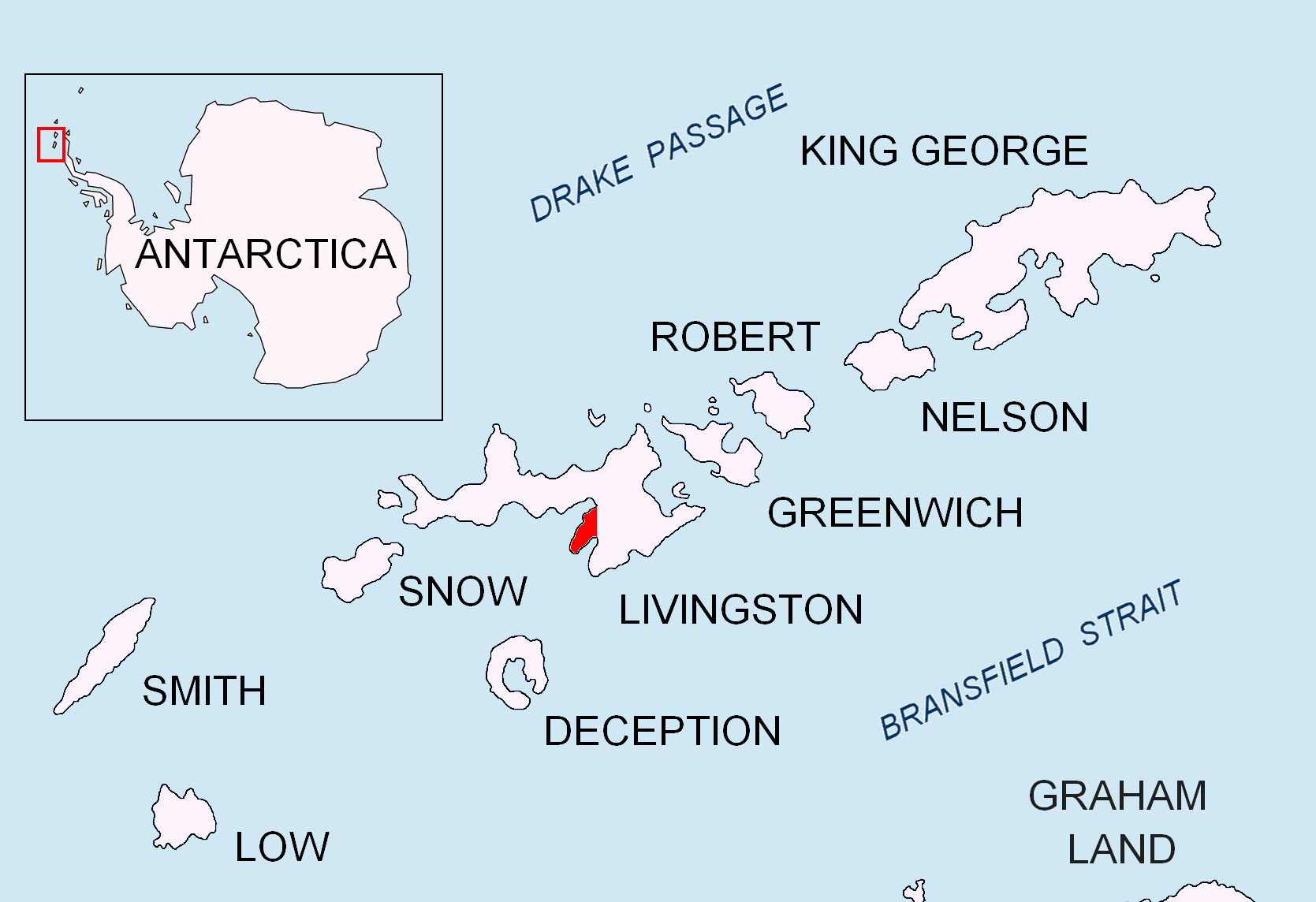

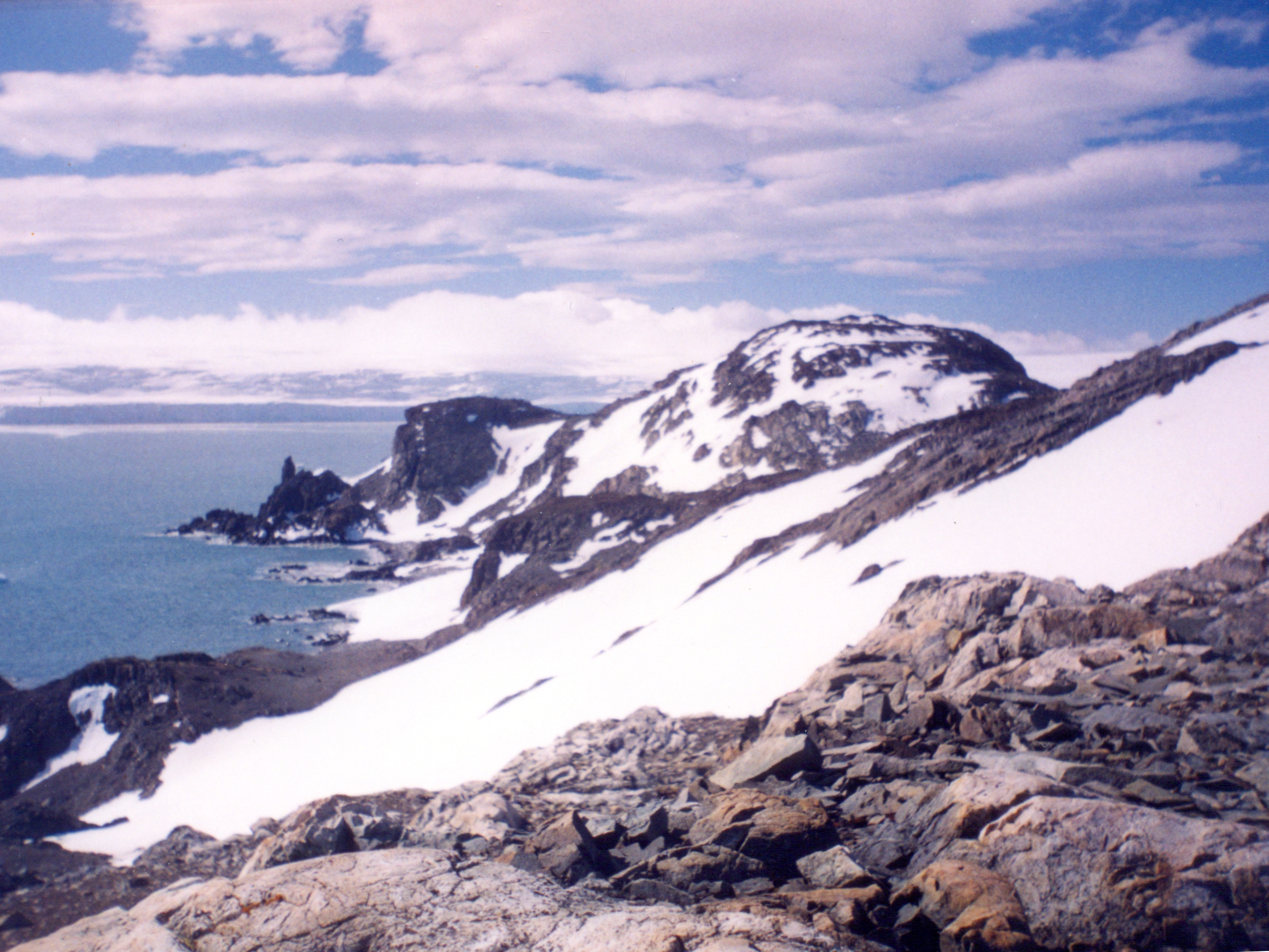

赫斯珀里得斯角（英語：Hespérides Point）是南極洲的海岬，位於南昔得蘭群島的利文斯頓島，處於漢娜角東北面12.36公里、斯莫梁角東南面3.7公里、巴列斯特爾角以北1.59公里，以西班牙海洋研究船赫斯珀里得斯号。

## 外部連結
- SCAR Composite Antarctic Gazetteer （页面存档备份，存于）

62°38′36.7″S 60°22′23″W / 62.643528°S 60.37306°W